# Garres y Lages
Los Garres es una pedanía perteneciente al municipio de Murcia (España) y ubicada en el área sub-comarcal de la Cordillera Sur. Cuenta con una población de 7.410 habitantes (INE 2019) y una extensión de 5,68 km². Se encuentra a unos 5,5 km de Murcia y se sitúa a una altura media de 50 metros sobre el nivel del mar.

## Geografía
Limita con:
- al norte: Los Dolores.
- al este: San José de la Vega y Beniaján.
- al oeste: San Benito y Algezares
- al sur: Algezares.

## Junta municipal
| Partido                   | 2015    | 2019    |
| Partido                   | Vocales | Vocales |
| Partido Popular (PP)      | 4       | 3       |
| Partido Socialista (PSOE) | 2       | 3       |
| Ciudadanos (Cs)           | 1       | 2       |
| VOX (Vox)                 | -       | 1       |
| Cambiemos Murcia          | 1       | -       |
| Ahora Murcia              | 1       | -       |

## Historia
Dada su situación en las estribaciones de la sierra, por donde bajaba el agua de fuentes y barrancos, se daban las condiciones necesarias para el poblamiento de la zona. En este sentido los antecedentes de asentamientos en lo que hoy conocemos como la pedanía de Garres y Lages es bastante anterior a la invasión musulmana, existiendo testimonios arqueológicos de importantes villas y poblados a lo largo de toda la vertiente septentrional de la sierra de la Cresta del Gallo, entre El Palmar y Beniaján. Además de los restos arqueológicos encontrados, la prueba de la existencia en estas zonas de un importante foco de poblamiento anterior a la llegada de los árabes también queda de manifiesto, según Robert Pocklington, en la gran cantidad de topónimos mozárabes existentes en la zona. Concretamente, y según el autor citado, se constata la existencia de asentamientos en el desfiladero del Puerto del Garruchal, antes el Garrichal, “el Carrizar, el Cañar”, desde su comienzo en Beniaján hasta la salida al denominado “Campo de Murcia”. Dicho puerto era atravesado por una vía romana que unía Cartagena con Fortuna, pasando cerca del Castillo de los Garres, lugar en donde queda constancia de la existencia de un poblado ibero-romano. Según González Simancas, el Castillo de los Garres dominaba el camino de herradura que une la Huerta de Murcia con el campo a través del Puerto del Garruchal.
El profesor Torres Fontes constata la existencia en el siglo XIII en el partido de Los Garres y cercanías de Algezares de importantes torres como la de García Jufré de Loaysa, la de Doña Fontaneta y la de Don Manuel. Ya entrados en el siglo XV, Los Garres es citado como un caserío de huerta, considerado como una calle de la ciudad de Murcia. En el año 1713 seguía manteniendo la consideración de caserío de huerta y es citado con la denominación de “Garres y Hases” en la Relación de la Jurisdicción que comprende el Corregimiento de la ciudad de Murcia. Hacia finales del siglo XVIII alcanzará la consideración jurídico-administrativa de Aldea de Realengo que contará con alcalde pedáneo. Desde el punto de vista de la distribución eclesiástica, en esta misma centuria, la iglesia de Los Garres quedaba directamente incorporada a la Catedral de Murcia.
Con la llegada del Trienio Liberal (1820-1823) “Garres ó Lages” o “Garres y Laxes” es considerada una diputación anexa a la villa y parroquia de Algezares, que en ese periodo tenía Ayuntamiento propio, contando en esta época con 208 vecinos, lo que venía a significar unos 1086 habitantes, la mayoría de ellos dedicados a la agricultura, siendo casi todo su término de regadío con algunos trozos de secano, ubicados en la sierra y que estaban plantados de olivar. Se producía trigo, maíz, hortalizas y algún aceite, siendo importante la producción de seda.
Con la llegada de la I República y gracias a su contribución a la causa, en favor del cantón murciano , se acuña la famosa frase "Los Garres, Beniaján y Torreagüera vaya tres pueblecicos si el rey los viera".
Ya entrados en el siglo XX, el crecimiento de la población en la pedanía es continuo, hasta llegar a los 5.267 habitantes de 1969. En 1970 sufre un importante descenso poblacional, probablemente como consecuencia de alguna reestructuración geográfica de la que no tenemos constancia, cifrándose su población en tan solo 2.665 habitantes. A partir de este momento nuevamente se inicia un paulatino incremento en el número de sus pobladores, alcanzándose en 1996 la cifra de 4.723 habitantes, alcanzando los seis mil habitantes en el año 2007.
De la población activa de la pedanía, la mayor parte se concentra en el sector servicios, seguido de la industria, construcción y agricultura. En su entorno económico destacan las empresas destinadas a la elaboración de embutidos, fabricación de piensos compuestos, manipulado de productos hortofrutícolas y otros.
Hoy en día, nos encontramos como pedáneo de esta pedanía a Antonio Ramírez del partido Ciudadanos.

## Fiestas
- San José, en el barrio de San José .
- Fiestas patronales en la última quincena de octubre en honor del Santo Cristo de las Misericordias y Nuestra Señora del Rosario, patronos del pueblo.
- Segunda semana de octubre Semana Cultural de la Peña El Caliche

## Deporte
El deporte en esta localidad destaca de forma única por su equipo de fútbol, U.D. Los Garres, el único equipo deportivo a nivel oficial, que además milita en Tercera División en el grupo XIII. La presidencia está al mando de Enrique Díaz y por los directivos Pablo y Juan Cristóbal. Presenta seis categorías: prebenjamines, benjamines, alevines, infantiles, cadetes y juveniles. Además, también tiene una categoría, exclusivamente femenina.
Este deporte se realiza en unas instalaciones construidas especialmente para ello, el campo de fútbol de Los Garres. Este espacio es de césped artificial y se encuentra situado en la calle Las Tejeras.

## Cultura
Cuenta con el restaurador y belenista Cayetano Gálvez Serrano.
Nacido el 24 de marzo de 1961 en la pedanía murciana de Los Garres, siempre tuvo una estrecha relación con el arte, siendo un gran autodidacta dentro del mundo de la restauración y el belenístico [cita requerida]. En 2010 obtuvo el primer premio de la Asociación de Belenistas de Murcia.